# Kup europskih prvaka (hokej na ledu)
Kup europskih prvaka (eng. European Champions Cup, Super Six) je bivše europsko klupsko natjecanje u hokeju na ledu, koje se održavalo između 2005. i 2008. Prethodili su mu Kup Europe i Europska liga, dok ga je naslijedila Liga prvaka.

## Natjecateljski sustav
Sudionici ovog natjecanja su prvaci država iz šest najbolje plasiranih država na IIHF-ovoj ljestvici za prethodnu godinu. Te se održavao kao turnir. Sva četiri izdanja uu bila u Sankt Peterburgu.

## Završnice Kupa prvaka
| sezona | mjesto završnice | pobjednik             | rezultati (prvak:drugi) | drugoplasirani  |
| ------ | ---------------- | --------------------- | ----------------------- | --------------- |
| 2005.  | Sankt Peterburg  | Avangard Omsk         | 2:1 prod                | Kärpät Oulu     |
| 2006.  | Sankt Peterburg  | Dinamo Moskva         | 5:4 ppen                | Kärpät Oulu     |
| 2007.  | Sankt Peterburg  | Ak Bars Kazan         | 6:0                     | HPK Hämeenlinna |
| 2008.  | Sankt Peterburg  | Metalurg Magnitogorsk | 5:2                     | Sparta Prag     |

## Plasmani na održanim turnirima

### 2005.
| poz     | klub                          |
| ------- | ----------------------------- |
| 1.      | Avangard Omsk                 |
| 2.      | Kärpät Oulu                   |
| 3. – 4. | Hame Zlin HV71 Jönköping      |
| 5. – 6  | Frankfurt Lions Dukla Trenčín |

### 2006.
| poz     | klub                                |
| ------- | ----------------------------------- |
| 1.      | Dinamo Moskva                       |
| 2.      | Kärpät Oulu                         |
| 3. – 4. | Moeller Pardubice Davos             |
| 5. – 6. | Slovan Bratislava Frölunda Göteborg |

### 2007.
| poz     | klub                               |
| ------- | ---------------------------------- |
| 1.      | Ak Bars Kazan                      |
| 2.      | HPK Hämeenlinna                    |
| 3. – 4. | MsHK Žilina Lugano                 |
| 5. – 6. | Sparta Prag Färjestads BK Karlstad |

### 2008.
| poz     | klub                           |
| ------- | ------------------------------ |
| 1.      | Metalurg Magnitogorsk          |
| 2.      | Sparta Prag                    |
| 3. – 4. | Kärpät Oulu Slovan Bratislava  |
| 5. – 6. | Modo Hockey Örnsköldsvik Davos |

## Poveznice
- Kup Europe u hokeju na ledu
- Champions Hockey League
- Liga prvaka
- European Trophy
- Spenglerov kup
- IIHF Continental Cup
- IIHF Federation Cup
- IIHF Superkup
- Češka Extraliga
- Liiga
- Deutsche Eishockey Liga
- Ruska Superliga
- Slovačka Extraliga
- Svenska hockeyligan
- National League A